# Memecylon harmandii
Memecylon harmandii är en tvåhjärtbladig växtart som beskrevs av André Guillaumin. Memecylon harmandii ingår i släktet Memecylon och familjen Melastomataceae. Inga underarter finns listade i Catalogue of Life.